# Krewella
Krewella – amerykański zespół tworzący muzykę klubową i dance z amerykańskiego Chicago. Początkowo Krewellę tworzyło trio: wokalistki (i jednocześnie siostry) Yousaf: Jahan i Yasmine oraz producenta i DJ-a Krisa "Rain Man" Trindla. Pod koniec 2014 roku Kris odszedł z zespołu w atmosferze konfliktu, przez co Krewella jest obecnie duetem.

## Kariera
Zespół powstał w 2007 roku w Chicago. Muzyka tworzona przez zespół opiera się na gatunkach Electro house, dubstep, drum and bass, progressive house.
Pierwszym poważnym osiągnięciem zespołu była EP-ka pod tytułem „Play Hard” z 18 czerwca 2012 roku, który okazała się wielkim sukcesem. Znalazła się ona na 1. miejscu listy Billboard Dance Radio Airplay. Singlami z tej EP-ki zostały: "One Minute", "Killin' It" i "Feel Me".
10 grudnia 2012 roku ukazała się ich druga EP-ka "Play Harder", na której znajdowała się jedna nowa piosenka "Come & Get It", trzy remixy piosenki "Alive" (stworzone przez Cash Cash & Kalkutta, Pegboard Nerds i Jakoba Liedholma) oraz cztery remixy piosenki "Killin' It" (stworzone przez Mutrixa, KillaGraham, Dirtyphonics i Chuckiego). "Come & Get It" zostało singlem promującym ten extended play.
5 lutego 2013 roku została ponownie wydana (znajdowała się już na "Play Hard") piosenka "Alive". Był to trzeci singiel zapowiadający ich debiutancki album "Get Wet" (jako pierwszy singiel uznaje się "Killin' It", a jako drugi "Come & Get It"). Piosenka zadebiutowała na 5. miejscu listy Billboard Dance/Electronic Songs, 9. miejscu listy Billboard Mainstream Top 40 oraz 32. miejscu listy Billboard Hot 100. 18 grudnia 2012 roku na ich kanale Vevo na Youtube – KrewellaMusicVevo – ukazał się teledysk do tej piosenki, który został wyreżyserowany przez Bryan Schlam. Natomiast 15 marca 2013 roku ukazała się druga wersja teledysku do remixu Pegboard Nerds. 29 maja 2013 roku na YouTube została dodana akustyczna wersja "Alive" w wersji wideo, która znajduje się na wersji Deluxe płyty "Get Wet". W Stanach Zjednoczonych "Alive" zyskało status Platynowej Płyty z ponad 1 milionem sprzedanych kopii.
2 lipca 2013 roku został wydany czwarty singiel "Live for the Night". Został wyprodukowany przez amerykańską grupę EDM – Cash Cash. Również 2 lipca 2013 roku na ich kanale Vevo na Youtube ukazało się Lyric Video do tej piosenki. Natomiast teledysk został wydany 1 sierpnia 2013 roku, którego reżyserem był Aggressive. Została wydana EP-ka z pięcioma remix'ami m.in. W&W, Pegboard Nerds i Xlienta.
27 sierpnia 2013 roku wydano piosenkę "We Go Down", która pojawiła się na ich oficjalnym koncie na YouTube. Piosenka pochodzi z albumu "Get Wet".
24 września 2013 roku wydali debiutancki album – "Get Wet". Na płycie znajduje się 12 piosenek, natomiast wersja Deluxe zawiera 14 utworów. Teksty do każdej z piosenek zostały napisane przez Krisa Trindla, Jahan Yousaf i Yasmine Yousaf. "Rain Man" wyprodukował prawie każdą piosenkę na albumie (prócz "Live for the Night" (prod. Cash Cash), "Pass the Love Around" (prod. SmarterChild) i "This Is Not the End" (prod. Pegboard Nerds). Krążek zadebiutował na 1. miejscu listy Billboard Dance/Electronic Albums oraz na 8. miejscu Billboard 200.
9 grudnia 2013 roku wydano piąty singiel "Enjoy The Ride", wraz z wydaniem ukazało się Lyric Video do tej piosenki. Teledysk ukazał się 6 marca 2014 roku, został wyreżyserowany przez K Tanch. Na wydanej EP-ce z remixami znajdziemy remix Vicetone i Armina van Buurena.
22 stycznia 2014 roku (przed wydaniem teledysku do "Enjoy the Ride") w sieci zadebiutował teledysk do "Human". Został wyreżyserowany przez Miles Evert. W teledysku można zobaczyć nagrania z początków kariery, prywatne nagrania, znajomych, rodzinę, zdjęcia z dzieciństwa całej trójki ale również nagrania z trasy koncertowej "Get Wet Tour" z 2013 roku i nagrania zza kulis trasy koncertowej "Play Hard Tour" z 2012 roku.
26 marca 2014 roku ukazał się teledysk do piosenki "Party Monster", która pojawiła się 28 sierpnia 2013 roku na YouTube na kanale Trap and Bass. Teledysk kręcono w Los Angeles w Stanach Zjednoczonych. Klip wyreżyserowała Laine Kelly.
22 czerwca 2014 roku Krewella wraz z wytwórnią muzyczną Ministry of Sound wypuścili nową składankę piosenek z gatunku EDM, którą nazwali "The Future Sound of EDM". Ta składanka jest początkiem serii składanek tworzonych przez zespół we współpracy z wytwórnią.
Zespół chętnie występował na wielu prestiżowych imprezach muzyki elektronicznej m.in.: Ultra Music Festival, Electric Daisy Carnival, Stereosonic i zachwycali publiczność swoją energią i muzyką. To były powody, dzięki którym w 2012 roku na 27 International Dance Music Awards zdobyli statuetkę w kategorii "Best Breakthrough Artist". Krewella współpracowała z takimi artystami jak: Nicky Romero czy Skrillex.

## Członkowie

### Obecni
- Jahan Yousaf (ur. 27 sierpnia 1989)
- Yasmine Yousaf (ur. 18 lutego 1992)

### Byli
- Kris "Rain Man" Trindl (ur. 16 grudnia 1987)

## Dyskografia

### Albumy
| Nazwa   | Szczegóły                                                                               | Pozycja w rankingach | Pozycja w rankingach | Pozycja w rankingach |
| Nazwa   | Szczegóły                                                                               | US Billboard 200     | US Dance             | CAN                  |
| ------- | --------------------------------------------------------------------------------------- | -------------------- | -------------------- | -------------------- |
| Get Wet | - Wydany: 24 września 2013 - Wytwórnia: Columbia Records - Format: CD, digital download | 8                    | 1                    | 14                   |

### Minialbumy
| Nazwa           | Szczegóły                                                                                           | Pozycja w rankingach | Pozycja w rankingach | Pozycja w rankingach | Pozycja w rankingach | Pozycja w rankingach |
| Nazwa           | Szczegóły                                                                                           | US Billboard 200     | US Dance             | US Digital           | US Indie             | US Heat              |
| --------------- | --------------------------------------------------------------------------------------------------- | -------------------- | -------------------- | -------------------- | -------------------- | -------------------- |
| Play Hard       | - Wydany: 18 czerwca 2012 - Wytwórnia: Krewella Music, LLC. - Format: CD (Promo.), digital download | —                    | 6                    | —                    | —                    | 10                   |
| Play Harder     | - Wydany: 10 grudnia 2012 - Wytwórnia: Krewella Music, LLC. - Format: CD, digital download          | —                    | —                    | —                    | —                    | —                    |
| Ammunition      | - Wydany: 20 maja 2016 - Wytwórnia: Columbia Records - Format: digital download                     | —                    | —                    | —                    | —                    | —                    |
| New World Pt. 1 | - Wydany: 8 czerwca 2017 - Wytwórnia: Mixed Kids Records - Format: digital download                 | —                    | —                    | —                    | —                    | —                    |

### Single
| Rok  | Singel                                  | Pozycja | Pozycja | Pozycja | Pozycja | Pozycja | Album       |
| Rok  | Singel                                  | AUS     | CAN     | FR      | NED     | US      | Album       |
| ---- | --------------------------------------- | ------- | ------- | ------- | ------- | ------- | ----------- |
| 2011 | "Life of the Party" (featuring S-Preme) | —       | —       | —       | —       | —       |             |
| 2011 | "Strobelights"                          | —       | —       | —       | —       | —       |             |
| 2011 | "One Minute"                            | —       | —       | —       | —       | —       | Play Hard   |
| 2012 | "Killin' It"                            | —       | —       | —       | —       | —       | Play Hard   |
| 2012 | "Feel Me" (bass by Futtize)             | —       | —       | —       | —       | —       | Play Hard   |
| 2012 | "Come & Get It"                         | —       | —       | —       | —       | —       | Play Harder |
| 2013 | "Alive"                                 | —       | 95      | 159     | 81      | 32      | Play Hard   |
| 2013 | "Live for the Night"                    | 87      | 96      | —       | —       | 100     | Get Wet     |
| 2013 | "Human"                                 | —       | —       | —       | —       | —       | Get Wet     |
| 2013 | "Lights & Thunder"                      | —       | —       | —       | —       | —       | Get Wet     |
| 2014 | "Say Goodbye"                           | —       | —       | —       | —       | —       |             |
| 2015 | "Somewhere to Run"                      | —       | —       | —       | —       | —       |             |
| 2016 | "Team"                                  | —       | —       | —       | —       | —       |             |
| 2017 | "Be There"                              | —       | —       | —       | —       | —       |             |

### Występy gościnne
| Rok  | Nazwa                      | Wykonawca                   |
| ---- | -------------------------- | --------------------------- |
| 2012 | "Rise & Fall"              | Adventure Club ft. Krewella |
| 2013 | "Legacy"                   | Nicky Romero vs. Krewella   |
| 2013 | "United Kids of the World" | Headhunterz ft. Krewella    |
| 2014 | "Set Yourself Free"        | Tiësto ft. Krewella         |

### Troll Mix
Od 5 grudnia 2012 roku wydawane są tzw. "Troll Mixy" – są to miksy różnych piosenek, nie tylko własnych. Do tej pory wydano ich dziewiętnaście:
| Rok  | Vol. | Nazwa                    |
| ---- | ---- | ------------------------ |
| 2012 | 1    | F**k Finals Edition      |
| 2013 | 2    | Road to Ultra            |
| 2013 | 3    | Makeout Edition          |
| 2013 | 4    | Get Ripped or Die Trying |
| 2013 | 5    | Get Wet Edition          |
| 2013 | 6    | Trick or Troll Edition   |
| 2013 | 7    | Jingle Troll Rock        |
| 2013 | 8    | Happy Krew Year          |
| 2014 | 9    | Just The Tip             |
| 2014 | 10   | Pre-Game Edition         |
| 2014 | 11   | Road To Coachella        |
| 2014 | 12   | To 150 BPM and Beyond    |
| 2014 | 13   | Sex On The Dance Floor   |
| 2015 | 14   | Return of The Trolls     |
| 2016 | 15   | Sweatbox Edition         |
| 2017 | 16   | Winter Remedy Mix        |
| 2017 | 17   | Weekend Warriors         |
| 2017 | 18   | Troll Mix & Chill        |
| 2017 | 19   | New World Pre-Game Mix   |